# The Special Collectors Edition
The Special Collectors Edition é uma coletânea da banda britânica de rock Blur, lançado em 26 de outubro de 1994. O disco traz canções lado B da banda. Os b-sides são de singles dos álbuns Leisure (1991), Modern Life Is Rubbish (1993) e Parklife (1994).

## Faixas
1. "Day Upon Day" (Ao vivo) – 4:03
2. "Inertia" – 3:48
3. "Luminous" – 3:12
4. "Mace" – 3:25
5. "Badgeman Brown" – 4:47
6. "Hanging Over" – 4:27
7. "Peach" – 3:57
8. "When the Cows Come Home" – 3:49
9. "Maggie May" – 4:05
10. "Es Schmecht" – 3:35
11. "Fried" – 2:34
12. "Anniversary Waltz" – 1:24
13. "Threadneedle Street" – 3:18
14. "Got Yer!" – 1:48
15. "Supa Shoppa" – 3:02
16. "Beard" – 1:45
17. "Theme From An Imaginary Film" – 3:34
18. "Bank Holiday" – 1:10